# 帕薩雷爾島
62°23′50″S 59°46′30″W / 62.39722°S 59.77500°W

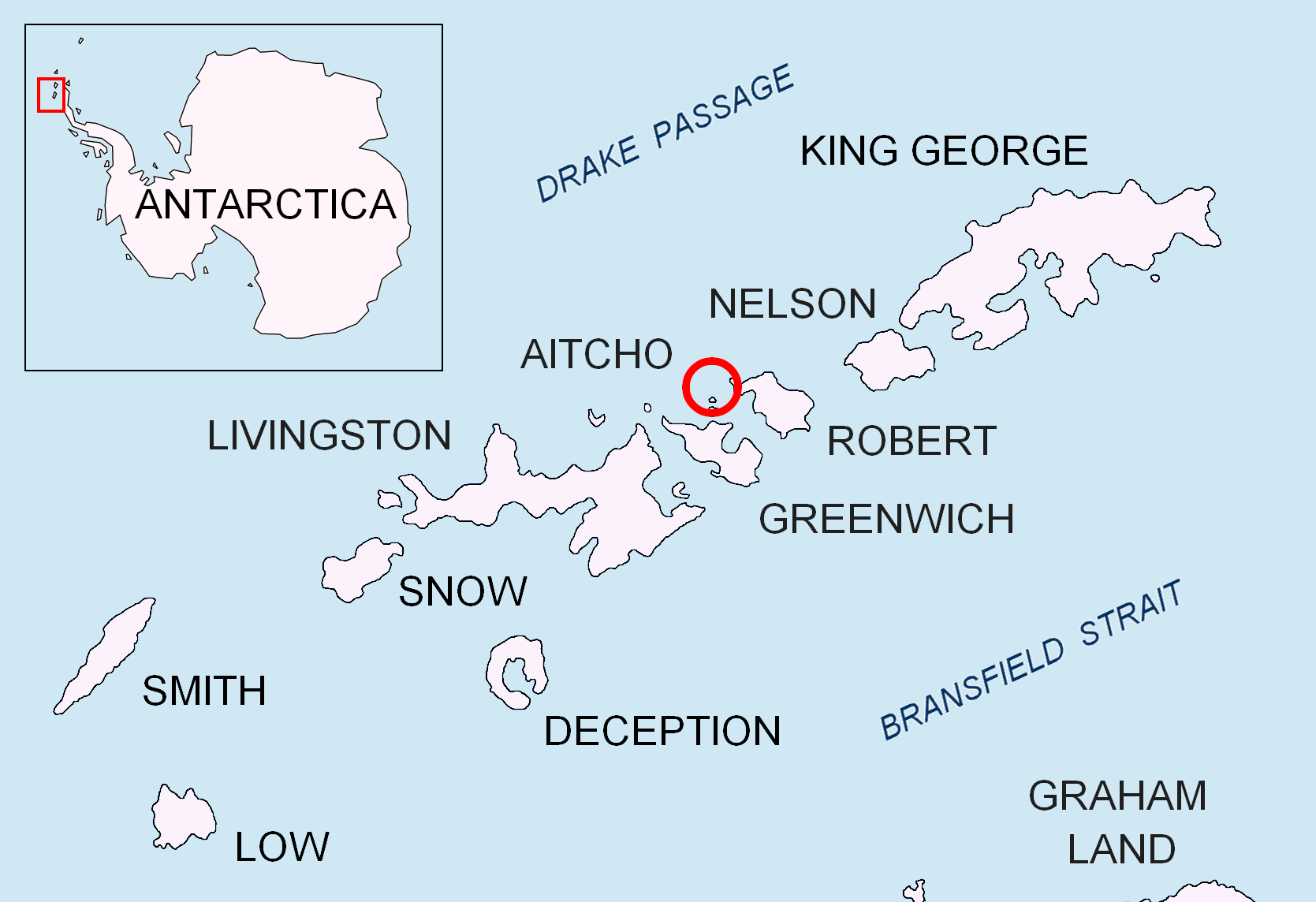

帕薩雷爾島是南極洲的島嶼，屬於南設得蘭群島中艾秋群島的一部分，位於巴里恩托斯島西北0.9公里、謝拉島東北1.35公里和埃米琳島東南0.65公里，長0.45公里、寬0.26公里。

## 外部連結
- Pasarel Island. （页面存档备份，存于）